# Devarajan Thirumalai
Devarajan (Dave) Thirumalai, né le 9 juin 1956 à Madras, en Inde, est un physicien américain d'origine indienne. Il est professeur de chimie titulaire de la chaire Collie-Welch Reagents à l'Université du Texas à Austin.

## Formation
Dave Thirumalai étudie à l'Institut indien de technologie de Kanpur où il obtient une maîtrise en sciences en 1977. Il obtient son doctorat en 1982 à l'Université du Minnesota sous la direction de Donald G. Truhlar avec une thèse intitulée Effective Potential Studies of Electron-Atom and Electron- Molecule Collisions.

## Carrière académique
Après des études postdoctorales à l'Université Columbia de New York, Dave Thirumalai rejoint l'Université du Maryland en tant que professeur adjoint de physique en 1985. Il est professeur d'université en 1993, et professeur distingué à l'Université du Maryland de 2010 à 2015. Il y est le directeur fondateur du programme de biophysique.
En 2016, il rejoint l'Université du Texas à Austin en tant que titulaire de la chaire Collie-Welch Reagents

## Recherche
Ses recherches portent sur la mécanique statistique à l'équilibre et hors équilibre, comme la transition de l'état liquide à l'état amorphe, les interactions polymère-colloïde et le repliement des protéines et de l'ARN,. Il contribue aux théories du repliement des protéines/ARN, de l'agrégation des protéines, des verres, (théorie de la transition aléatoire du premier ordre), et des machines biologiques. Il fait également des recherches sur les protéines intrinsèquement désordonnées, l'organisation et la dynamique des chromosomes et la biophysique cellulaire.

## Récompenses et honneurs
- 1986–1988 Bourse Alfred P. Sloan.
- 1987–1992 Presidential Young Investigator Award.
- 2009 : Prix de recherche Humboldt pour les scientifiques américains seniors.
- 2009 : Membre de la Royal Society of Chemistry.
- 2011 : Membre honoraire senior Hans-Fisher.
- 2014 : Membre de la Société de biophysique.
- 2015 : Membre de l'American Physical Society[11].
- 2016 : Médaille de la Chemical Research Society of India (CRSI).
- 2016 : Prix de chimie théorique de l'American Chemical Society[12].
- 2018 : Prix Oesper en chimie de l'Université de Cincinnati[13].
- 2019 : Prix Irving Langmuir de l'American Physical Society[14].
- 2019 : Prix Hans Neurath, Protein Society[15].